# Anolis haetianus
Anolis haetianus е вид влечуго от семейство Dactyloidae. Видът е застрашен от изчезване.

## Разпространение
Разпространен е в Хаити.